# Xherdan Shaqiri
Xherdan Shaqiri (IPA /ʤɛrˈdan ʃaˈciɾi/; Gjilan, 10 ottobre 1991) è un calciatore svizzero di origini kosovare, centrocampista o attaccante del Basilea.
Shaqiri ha rappresentato la nazionale maggiore svizzera dal 2010 al 2024, di cui è il terzo giocatore con più presenze di sempre e il quarto miglior marcatore. È anche uno dei giocatori che hanno segnato almeno cinque reti sia durante le varie edizioni dei Mondiali di calcio, sia quelle degli Europei, insieme a Michel Platini, Jürgen Klinsmann, Zinédine Zidane, Thierry Henry, Cristiano Ronaldo e Romelu Lukaku.

## Biografia
Nato a Gjilan, nell'allora provincia jugoslava del Kosovo, da genitori albanesi del Kosovo, la famiglia si rifugiò ad Augst in Svizzera nel 1992

## Caratteristiche tecniche
Mancino naturale, è un calciatore duttile, in grado di agire sia come esterno offensivo che trequartista; si distingue in particolare per la visione di gioco e il bagaglio tecnico, con cui sopperisce alla fisicità non eccelsa.
Nel 2010 è stato inserito nella lista dei migliori calciatori nati dopo il 1989 stilata da Don Balón.

## Carriera

### Club

#### Gli inizi, Basilea
Shaqiri iniziò a giocare a calcio nelle giovanili del SV Augst nel 1999, per poi passare a quelle del Basilea nel 2001.
Nel 2007 con la Under-15 fu premiato quale miglior giocatore della Nike Cup, un'importante competizione giovanile. Nel 2007-2008 disputa la sua prima partita nella squadra riserve contro lo Young Boys Under-21 e in seguito totalizza 19 presenze e 8 gol.
Nella stagione 2009-2010 avviene il salto in prima squadra del Basilea, con la quale esordisce nell'Axpo Super League nella sconfitta 2-0 contro il San Gallo del 12 luglio 2009 per poi segnare la sua prima rete in una vittoria 4-1 contro il Neuchâtel Xamax il 9 novembre 2009. Nel corso della stagione gioca anche in Europa League, collezionando 10 presenze e 2 reti.
A fine anno vince il campionato e la coppa nazionale, dove segna nella finale vinta 6-0 contro il Lausanne-Sport. Nella stagione 2010-2011 totalizza 29 presenze segnando 5 reti in campionato, vincendolo per il secondo anno di fila e fa il suo esordio in Champions League contro il CFR Cluj il 15 settembre 2010. In Champions League segna un solo gol, il 19 ottobre 2010 contro la Roma, e in seguito ne realizza uno in Europa League contro lo Spartak Mosca, per un totale di 2 reti e 4 assist in 11 presenze tra le due competizioni.
Nella stagione 2011-2012 contribuisce alla prima storica qualificazione alla fase a eliminazione diretta della Champions League del Basilea. Il 7 dicembre 2011, nell'incontro vinto 2-1 dagli svizzeri contro il Manchester United, mette a segno gli assist per entrambe le marcature. Viene anche premiato come Miglior Calciatore Svizzero dell'anno 2011, oltre ad aggiudicarsi, per la terza volta consecutiva, il campionato.

#### Bayern Monaco

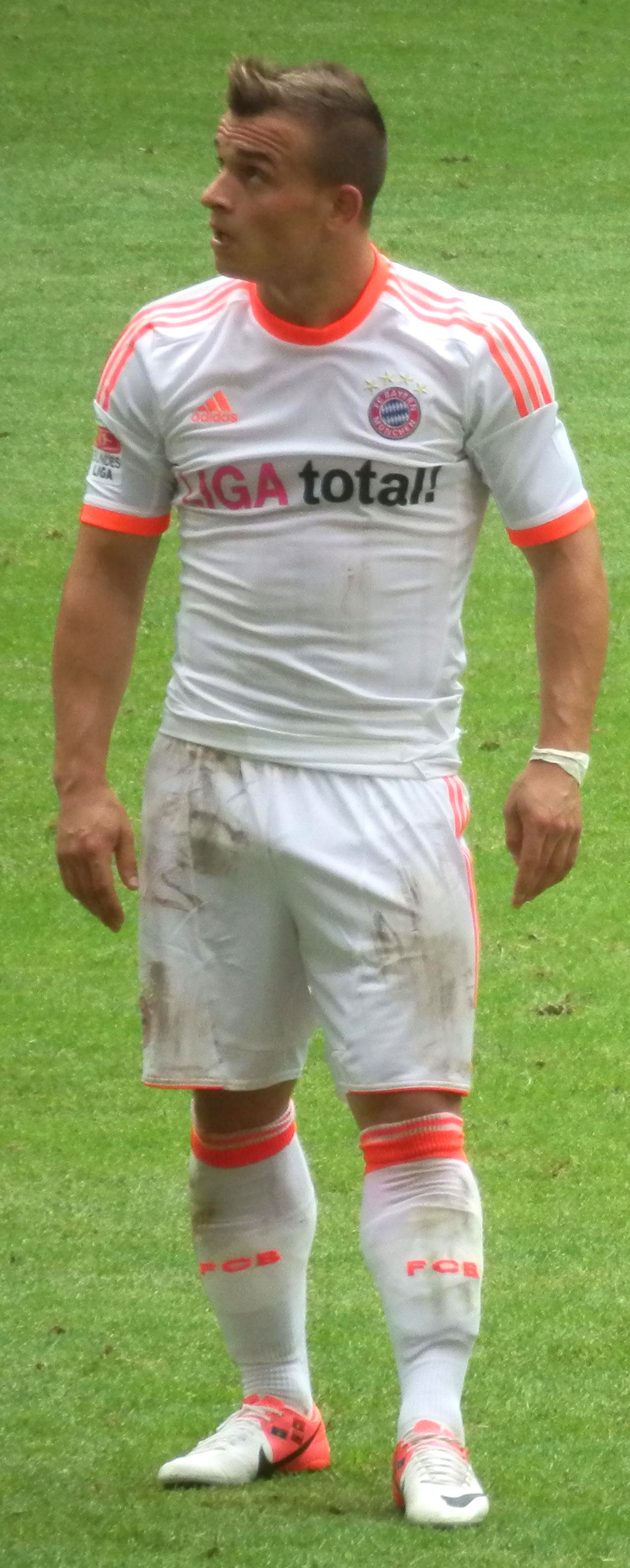
Shaqiri con la maglia del Bayern Monaco nel 2012.

Il 9 febbraio 2012 viene acquistato dal Bayern Monaco per 12 milioni di euro con un contratto quadriennale con partenza dal 1º luglio 2012. Inizia il campionato giocando con buona regolarità per le numerose assenze di Franck Ribéry. Riceve degli attestati di stima quotidiani da Jupp Heynckes, il quale stravede per il giocatore, che viene considerato sempre il primo sostituto, non essendo titolare data l'alta concorrenza presente in quel reparto (Arjen Robben, Thomas Müller, Franck Ribéry e Toni Kroos).
La prima annata con i bavaresi è densa di soddisfazioni per il centrocampista rossocrociato. Il 6 aprile 2013 vince la sua prima Bundesliga (il ventitreesimo titolo dei bavaresi) con sei giornate di anticipo rispetto alla fine del campionato. Il 25 maggio vince per la prima volta la Champions League, grazie alla vittoria per 2-1 nella finale contro il Borussia Dortmund. Il 1º giugno conquista anche la sua prima Coppa di Germania, ottenendo il treble con la compagine bavarese.
La stagione 2013-2014 si apre con la vittoria il 30 agosto 2013 della Supercoppa UEFA, ottenuta sconfiggendo ai rigori in finale la compagine londinese del Chelsea, dopo che i tempi supplementari si erano conclusi sul 2-2. In questa occasione Shaqiri mette a segno l'ultimo rigore dei bavaresi, prima dell'errore decisivo di Lukaku. Nel corso dell'annata la squadra bavarese conquista altri tre titoli, la Coppa del mondo per club, la Bundesliga e la Coppa di Germania. In totale con la maglia del Bayern mette a segno 17 gol in 82 presenze.

#### Inter e Stoke City
Nel gennaio 2015 si trasferisce all'Inter in prestito, con obbligo di riscatto al termine della stagione. Esordisce in Serie A il 17 gennaio, nella gara pareggiata contro l'Empoli; quattro giorni dopo realizza il primo gol, in occasione della sfida di Coppa Italia con la Sampdoria (conclusasi per 2-0 in favore dei milanesi). Nonostante un buon inizio, comprensivo anche delle reti in campionato con l'Atalanta e in Europa League con il Celtic, accusa poi un calo di rendimento che ne compromette il posto da titolare: utilizzato con minor frequenza dal tecnico Roberto Mancini, non riesce ad incidere in una stagione anonima per la squadra.
In estate passa quindi, a titolo definitivo, agli inglesi dello Stoke City divenendone l'acquisto più oneroso di sempre con 16,9 milioni. Rimane con i Potters per un triennio, conquistando due salvezze consecutive nelle stagioni 2015-16 e 2016-17, prima della retrocessione nel campionato 2017-18.

#### Liverpool
Il 14 luglio 2018 viene ufficializzato il suo trasferimento a titolo definitivo al Liverpool per una cifra vicina ai 15 milioni di euro;, dove sceglie di indossare la maglia numero 23. Il 27 ottobre 2018 segna il suo primo goal con i Reds nella vittoria per 4-1 contro il Cardiff City. A Liverpool Shaqiri si impone sin da subito riuscendo addirittura a partire titolare in alcune occasioni nel 4-2-3-1 offensivo di Jürgen Klopp. Il 5 novembre 2018 non è partito con la squadra in vista della sfida giocata (e poi persa per 2-0) a Belgrado contro la Stella Rossa di Champions League dopo che era stato minacciato dai tifosi serbi per via delle sue origini albanesi e della sua esultanza ai Mondiali in Russia. Il 16 dicembre 2018 segna la sua prima doppietta decidendo (in entrata dalla panchina) la sfida vinta per 3-1 contro il Manchester United. In stagione ha segnato 6 reti in 24 gare in Premier, vincendo (seppur da riserva e senza giocare la finale) la sua seconda Champions League con il 2-0 contro il Tottenham.
Dopo una stagione 2019-2020 in cui ha giocato molto poco (segnando comunque un gol nel derby vinto 5-2 contro l'Everton), anche a causa di problemi fisici, nel 2020-2021 torna nelle rotazioni di mister Klopp, seppur da riserva.

#### Olympique Lione e Chicago Fire
Il 22 agosto 2021 viene ceduto a titolo definitivo all’Olympique Lione per 9,5 milioni di sterline.
Il 9 febbraio 2022 viene acquistato dal Chicago Fire. Dopo 75 presenze e 16 reti, il 14 agosto 2024 risolve il contratto con la compagine statunitense.

#### Il ritorno a Basilea
Il 16 agosto 2024 annuncia il suo ritorno nel Basilea, club in cui lanciò la propria carriera.

### Nazionale

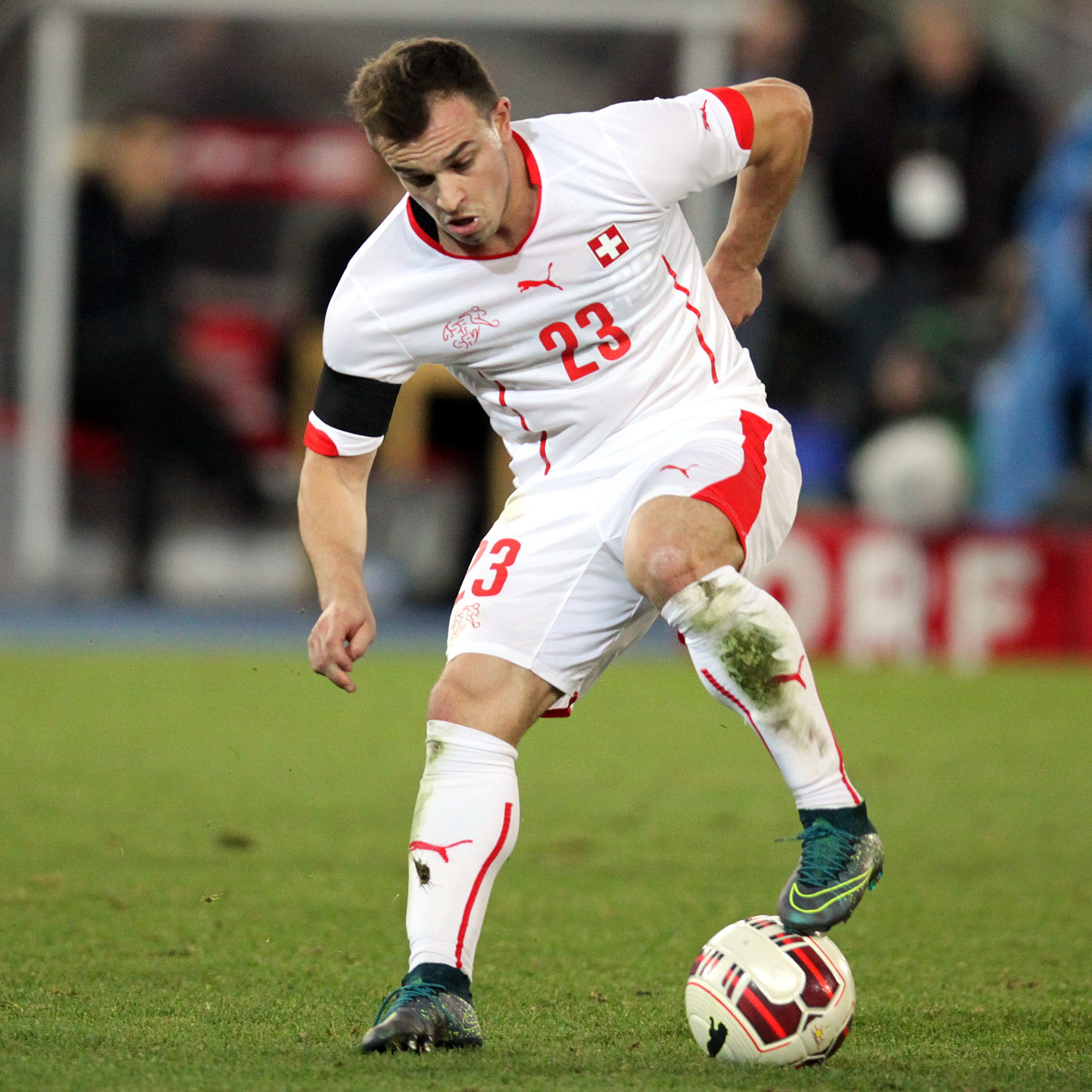
Shaqiri in azione con la maglia della nazionale svizzera nel 2015.

Pur potendo scegliere di rappresentare Svizzera, Albania o Kosovo, Shaqiri ha infine scelto di vestire la maglia della nazionale elvetica, giocando anche per le nazionali giovanili.
Shaqiri esordisce con la nazionale maggiore il 3 marzo 2010, nell'amichevole giocata a San Gallo contro l'Uruguay e persa 1-3. Convocato per il campionato del mondo 2010 in Sudafrica, gioca solamente uno spezzone di partita nell'ultima sfida del girone eliminatorio, contro l'Honduras.
Shaqiri va a segno per la prima volta per la Svizzera il 7 settembre 2010, nella partita valida per le qualificazioni all'Europeo 2012 giocata a Basilea contro l'Inghilterra e persa per 1-3. Realizza la sua prima tripletta con la maglia rossocrociata a Basilea, il 6 settembre 2011, in occasione della vittoria per 3-1 contro la Bulgaria, sempre nell'ambito delle qualificazioni europee.
Convocato per il Mondiale di Brasile 2014, esordisce nel successo per 2-1 contro l'Ecuador. Il 25 giugno, nella terza partita del girone eliminatorio, mette a segno contro l'Honduras la sua seconda tripletta con la maglia della nazionale, nella vittoria per 3-0 con cui la Svizzera accede agli ottavi di finale, dove viene sconfitta per 1-0 dopo i tempi supplementari dall'Argentina.
Convocato per il campionato d'Europa 2016 in Francia, nella sfida del 25 giugno contro la Polonia e valida per gli ottavi di finale, allo scadere dei tempi regolamentari segna - con una rovesciata considerata tra le più belle marcature nell'intera storia dell'Europeo - il momentaneo pareggio dei rossocrociati, poi eliminati nell'epilogo ai tiri di rigore.
Convocato per il campionato del mondo 2018, nella seconda partita della fase a gironi mette a segno il gol del definitivo 2-1 nella vittoria in rimonta sulla Serbia. Sia lui sia il compagni di squadra Granit Xhaka, autore del pareggio e anche lui di origine kosovaro-albanese, e Stephan Lichtsteiner esultano facendo il gesto dell'aquila bicipite, simbolo dell'irredentismo albanese, con cui ha voluto richiamare all'Albania etnica. Dopo tale gol, entrambi i giocatori sono stati sanzionati dalla FIFA con un ammonimento e una multa di 10 000 franchi svizzeri per condotta antisportiva, mentre Lichtsteiner ha ricevuto una multa di 5 000 franchi.
Dopo essere stato inserito nella top 11 della Nations League 2018-2019, il 30 agosto 2019 rinuncia alla convocazione in nazionale per le partite contro Irlanda e Gibilterra; la cosa non è stata gradita dalla federazione, tanto che ha dovuto dialogare con la federazione per chiarire l'equivoco per poi tornare a essere convocato. Tra l'altro Granit Xhaka gli aveva offerto la fascia di capitano della Nazionale per farlo tornare a giocare con gli elvetici.
Il 2 ottobre 2020 torna tra i convocati dopo oltre un anno di assenza, salvo poi essere costretto a rinunciare alla convocazione causa positività al COVID-19 riscontrata 4 giorni dopo. Tornato negativo, il 10 ottobre torna a giocare per gli elvetici nella sconfitta per 1-0 contro la Spagna subentrando al 60'. Il 28 marzo 2021 torna a segnare con la Svizzera nel successo per 1-0 contro la Lituania.
Convocato per Euro 2020, realizza una doppietta nel successo per 3-1 contro la Turchia.
Il 9 ottobre 2021, al termine della sfida vinta 2-0 contro l'Irlanda del Nord, è stato criticato per avere indossato un giubbotto dell'UCK messogli addosso da un tifoso che aveva appena compiuto un'invasione di campo.
Il 15 novembre 2021, in un match di qualificazione ai Mondiali vinto per 4-0 contro la Bulgaria (che ha sancito la qualificazione della Svizzera alla Coppa del Mondo 2022), ha giocato la sua centesima partita con la selezione elvetica, diventando il quinto calciatore a riuscirci. Il 27 settembre 2022 raggiunge quota 108 presenze agganciano al terzo posto Stephan Lichtsteiner.
Il 10 novembre 2022 viene ufficializzata la sua convocazione per la Coppa del Mondo in Qatar, il suo quarto Mondiale, in cui va a segno nella sfida vinta 3-2 contro la Serbia che consente agli elvetici di qualificarsi agli ottavi. Agli ottavi gli svizzeri vengono eliminati dal Portogallo (6-1), con Shaqiri che raggiunge Alain Geiger al secondo posto con 112 presenze, per poi venire superato dal compagno di squadra Granit Xhaka successivamente.
Il 18 novembre 2023 raggiunge quota 118 presenze, eguagliando Heinz Hermann al secondo posto, per poi superarlo 3 giorni dopo.
Convocato per Euro 2024, va a segno in occasione del pareggio per 1-1 contro la Scozia ai gironi. Il cammino degli elvetici s'interrompe ai quarti contro l'Inghilterra dopo i calci di rigore, nonostante Shaqiri avesse realizzato il proprio tiro dal dischetto.
Il 15 luglio, al termine della competizione, l'attaccante annuncia il proprio ritiro dalla nazionale svizzera, con cui ha collezionato in tutto 125 presenze, 32 gol e 34 assist in 14 anni; al momento del suo ritiro, era uno dei sette calciatori ad aver superato le 100 presenze con la Svizzera, nonché il secondo giocatore con più presenze di sempre (dietro soltanto a Granit Xhaka) e il quarto miglior marcatore. Shaqiri è anche uno dei giocatori che hanno segnato almeno cinque reti sia durante le varie edizioni dei Mondiali, sia quelle degli Europei, insieme a Michel Platini, Jürgen Klinsmann, Zinédine Zidane, Thierry Henry, Cristiano Ronaldo e Romelu Lukaku.

## Statistiche

### Presenze e reti nei club
Statistiche aggiornate al 12 aprile 2025.
| Stagione             | Squadra              | Campionato           | Campionato | Campionato | Coppe nazionali | Coppe nazionali | Coppe nazionali | Coppe internazionali | Coppe internazionali | Coppe internazionali | Altre coppe | Altre coppe | Altre coppe | Totale | Totale |
| Stagione             | Squadra              | Comp                 | Pres       | Reti       | Comp            | Pres            | Reti            | Comp                 | Pres                 | Reti                 | Comp        | Pres        | Reti        | Pres   | Reti   |
| -------------------- | -------------------- | -------------------- | ---------- | ---------- | --------------- | --------------- | --------------- | -------------------- | -------------------- | -------------------- | ----------- | ----------- | ----------- | ------ | ------ |
| 2007-2008            | Basilea U-21         | PLC                  | 2          | 0          | -               | -               | -               | -                    | -                    | -                    | -           | -           | -           | 2      | 0      |
| 2008-2009            | Basilea U-21         | PLC                  | 17         | 8          | -               | -               | -               | -                    | -                    | -                    | -           | -           | -           | 17     | 8      |
| Totale Basilea U-21  | Totale Basilea U-21  | Totale Basilea U-21  | 19         | 8          |                 | -               | -               |                      | -                    | -                    |             | -           | -           | 19     | 8      |
| 2009-2010            | Basilea              | SL                   | 32         | 4          | CS              | 5               | 1               | UEL                  | 10                   | 2                    | -           | -           | -           | 47     | 7      |
| 2010-2011            | Basilea              | SL                   | 29         | 5          | CS              | 2               | 0               | UCL+UEL              | 10+1                 | 2+0                  | -           | -           | -           | 42     | 7      |
| 2011-2012            | Basilea              | SL                   | 31         | 9          | CS              | 4               | 0               | UCL                  | 6                    | 0                    | -           | -           | -           | 41     | 9      |
| 2012-2013            | Bayern Monaco        | BL                   | 26         | 4          | CG              | 5               | 3               | UCL                  | 7                    | 1                    | SG          | 1           | 0           | 39     | 8      |
| 2013-2014            | Bayern Monaco        | BL                   | 17         | 6          | CG              | 3               | 1               | UCL                  | 3                    | 0                    | SG+SU+Cmc   | 1+1+2       | 0           | 27     | 7      |
| 2014-gen. 2015       | Bayern Monaco        | BL                   | 9          | 1          | CG              | 1               | 0               | UCL                  | 4                    | 1                    | SG          | 1           | 0           | 15     | 2      |
| Totale Bayern Monaco | Totale Bayern Monaco | Totale Bayern Monaco | 52         | 11         |                 | 9               | 4               |                      | 14                   | 2                    |             | 6           | 0           | 81     | 17     |
| gen.-giu. 2015       | Inter                | A                    | 15         | 1          | CI              | 2               | 1               | UEL                  | 3                    | 1                    | -           | -           | -           | 20     | 3      |
| 2015-2016            | Stoke City           | PL                   | 27         | 3          | FACup+CdL       | 1+4             | 0               | -                    | -                    | -                    | -           | -           | -           | 32     | 3      |
| 2016-2017            | Stoke City           | PL                   | 21         | 4          | FACup+CdL       | 1+0             | 0               | -                    | -                    | -                    | -           | -           | -           | 22     | 4      |
| 2017-2018            | Stoke City           | PL                   | 36         | 8          | FACup+CdL       | 1+1             | 0               | -                    | -                    | -                    | -           | -           | -           | 38     | 8      |
| Totale Stoke City    | Totale Stoke City    | Totale Stoke City    | 84         | 15         |                 | 8               | 0               |                      | -                    | -                    |             | -           | -           | 92     | 15     |
| 2018-2019            | Liverpool            | PL                   | 24         | 6          | FACup+CdL       | 1+1             | 0               | UCL                  | 4                    | 0                    | -           | -           | -           | 30     | 6      |
| 2019-2020            | Liverpool            | PL                   | 7          | 1          | FACup+CdL       | 0               | 0               | UCL                  | 1                    | 0                    | CS+SU+Cmc   | 1+0+2       | 0           | 11     | 1      |
| 2020-2021            | Liverpool            | PL                   | 14         | 0          | FACup+CdL       | 2+1             | 0+1             | UCL                  | 5                    | 0                    | CS          | 0           | 0           | 22     | 1      |
| lug.-ago. 2021       | Liverpool            | PL                   | -          | -          | FACup+CdL       | -               | -               | UCL                  | -                    | -                    | -           | -           | -           | -      | -      |
| Totale Liverpool     | Totale Liverpool     | Totale Liverpool     | 45         | 7          |                 | 5               | 1               |                      | 10                   | 0                    |             | 3           | 0           | 63     | 8      |
| ago. 2021-feb. 2022  | Olympique Lione      | L1                   | 11         | 2          | CF              | 0               | 0               | UEL                  | 5                    | 0                    | -           | -           | -           | 16     | 2      |
| 2022                 | Chicago Fire         | MLS                  | 29         | 7          | USOC            | 0               | 0               | -                    | -                    | -                    | -           | -           | -           | 29     | 7      |
| 2023                 | Chicago Fire         | MLS                  | 28         | 5          | USOC            | 3               | 0               | -                    | -                    | -                    | LC          | 3           | 2           | 34     | 7      |
| gen.-ago. 2024       | Chicago Fire         | MLS                  | 12         | 2          | USOC            | -               | -               | -                    | -                    | -                    | LC          | -           | -           | 12     | 2      |
| Totale Chicago Fire  | Totale Chicago Fire  | Totale Chicago Fire  | 69         | 14         |                 | 3               | 0               |                      | -                    | -                    |             | 3           | 2           | 75     | 16     |
| ago 2024-2025        | Basilea              | SL                   | 34         | 18         | CS              | 4               | 3               | -                    | -                    | -                    | -           | -           | -           | 38     | 21     |
| Totale Basilea       | Totale Basilea       | Totale Basilea       | 111        | 36         |                 | 15              | 4               |                      | 27                   | 4                    |             | -           | -           | 153    | 44     |
| Totale carriera      | Totale carriera      | Totale carriera      | 406        | 94         |                 | 42              | 10              |                      | 59                   | 7                    |             | 12          | 2           | 518    | 113    |

### Cronologia presenze e reti in nazionale
| Cronologia completa delle presenze e delle reti in nazionale ― Svizzera | Cronologia completa delle presenze e delle reti in nazionale ― Svizzera | Cronologia completa delle presenze e delle reti in nazionale ― Svizzera | Cronologia completa delle presenze e delle reti in nazionale ― Svizzera | Cronologia completa delle presenze e delle reti in nazionale ― Svizzera | Cronologia completa delle presenze e delle reti in nazionale ― Svizzera | Cronologia completa delle presenze e delle reti in nazionale ― Svizzera | Cronologia completa delle presenze e delle reti in nazionale ― Svizzera |
| Data                                                                    | Città                                                                   | In casa                                                                 | Risultato                                                               | Ospiti                                                                  | Competizione                                                            | Reti                                                                    | Note                                                                    |
| ----------------------------------------------------------------------- | ----------------------------------------------------------------------- | ----------------------------------------------------------------------- | ----------------------------------------------------------------------- | ----------------------------------------------------------------------- | ----------------------------------------------------------------------- | ----------------------------------------------------------------------- | ----------------------------------------------------------------------- |
| 3-3-2010                                                                | San Gallo                                                               | Svizzera                                                                | 1 – 3                                                                   | Uruguay                                                                 | Amichevole                                                              | -                                                                       | 45’                                                                     |
| 1-6-2010                                                                | Sion                                                                    | Svizzera                                                                | 0 – 1                                                                   | Costa Rica                                                              | Amichevole                                                              | -                                                                       | 64’                                                                     |
| 5-6-2010                                                                | Ginevra                                                                 | Svizzera                                                                | 1 – 1                                                                   | Italia                                                                  | Amichevole                                                              | -                                                                       | 90’                                                                     |
| 25-6-2010                                                               | Mangaung                                                                | Svizzera                                                                | 0 – 0                                                                   | Honduras                                                                | Mondiali 2010 - 1º turno                                                | -                                                                       | 78’                                                                     |
| 11-8-2010                                                               | Klagenfurt                                                              | Austria                                                                 | 0 – 1                                                                   | Svizzera                                                                | Amichevole                                                              | -                                                                       | 57’                                                                     |
| 3-9-2010                                                                | San Gallo                                                               | Svizzera                                                                | 0 – 0                                                                   | Australia                                                               | Amichevole                                                              | -                                                                       | 46’                                                                     |
| 7-9-2010                                                                | Basilea                                                                 | Svizzera                                                                | 1 – 3                                                                   | Inghilterra                                                             | Qual. Euro 2012                                                         | 1                                                                       | 46’                                                                     |
| 8-10-2010                                                               | Podgorica                                                               | Montenegro                                                              | 1 – 0                                                                   | Svizzera                                                                | Qual. Euro 2012                                                         | -                                                                       | 66’                                                                     |
| 17-11-2010                                                              | Ginevra                                                                 | Svizzera                                                                | 2 – 2                                                                   | Ucraina                                                                 | Amichevole                                                              | -                                                                       | 46’                                                                     |
| 9-2-2011                                                                | La Valletta                                                             | Malta                                                                   | 0 – 0                                                                   | Svizzera                                                                | Amichevole                                                              | -                                                                       | 62’                                                                     |
| 4-6-2011                                                                | Londra                                                                  | Inghilterra                                                             | 2 – 2                                                                   | Svizzera                                                                | Qual. Euro 2012                                                         | -                                                                       |                                                                         |
| 10-8-2011                                                               | Vaduz                                                                   | Liechtenstein                                                           | 1 – 2                                                                   | Svizzera                                                                | Amichevole                                                              | -                                                                       |                                                                         |
| 6-9-2011                                                                | Basilea                                                                 | Svizzera                                                                | 3 – 1                                                                   | Bulgaria                                                                | Qual. Euro 2012                                                         | 3                                                                       | 63’ 90’                                                                 |
| 7-10-2011                                                               | Swansea                                                                 | Galles                                                                  | 2 – 0                                                                   | Svizzera                                                                | Qual. Euro 2012                                                         | -                                                                       | 62’                                                                     |
| 11-10-2011                                                              | Basilea                                                                 | Svizzera                                                                | 2 – 0                                                                   | Montenegro                                                              | Qual. Euro 2012                                                         | -                                                                       | 77’                                                                     |
| 11-11-2011                                                              | Amsterdam                                                               | Paesi Bassi                                                             | 0 – 0                                                                   | Svizzera                                                                | Amichevole                                                              | -                                                                       | 76’                                                                     |
| 15-11-2011                                                              | Lussemburgo                                                             | Lussemburgo                                                             | 0 – 1                                                                   | Svizzera                                                                | Amichevole                                                              | -                                                                       | 64’                                                                     |
| 29-2-2012                                                               | Berna                                                                   | Svizzera                                                                | 1 – 3                                                                   | Argentina                                                               | Amichevole                                                              | 1                                                                       |                                                                         |
| 15-8-2012                                                               | Spalato                                                                 | Croazia                                                                 | 2 – 4                                                                   | Svizzera                                                                | Amichevole                                                              | -                                                                       |                                                                         |
| 7-9-2012                                                                | Lubiana                                                                 | Slovenia                                                                | 0 – 2                                                                   | Svizzera                                                                | Qual. Mondiali 2014                                                     | -                                                                       | 75’                                                                     |
| 11-9-2012                                                               | Lucerna                                                                 | Svizzera                                                                | 2 – 0                                                                   | Albania                                                                 | Qual. Mondiali 2014                                                     | 1                                                                       |                                                                         |
| 12-10-2012                                                              | Berna                                                                   | Svizzera                                                                | 1 – 1                                                                   | Norvegia                                                                | Qual. Mondiali 2014                                                     | -                                                                       |                                                                         |
| 16-10-2012                                                              | Reykjavík                                                               | Islanda                                                                 | 0 – 2                                                                   | Svizzera                                                                | Qual. Mondiali 2014                                                     | -                                                                       | 80’                                                                     |
| 14-11-2012                                                              | Susa                                                                    | Tunisia                                                                 | 1 – 2                                                                   | Svizzera                                                                | Amichevole                                                              | 1                                                                       |                                                                         |
| 23-3-2013                                                               | Nicosia                                                                 | Cipro                                                                   | 0 – 0                                                                   | Svizzera                                                                | Qual. Mondiali 2014                                                     | -                                                                       |                                                                         |
| 8-6-2013                                                                | Ginevra                                                                 | Svizzera                                                                | 1 – 0                                                                   | Cipro                                                                   | Qual. Mondiali 2014                                                     | -                                                                       |                                                                         |
| 14-8-2013                                                               | Basilea                                                                 | Svizzera                                                                | 1 – 0                                                                   | Brasile                                                                 | Amichevole                                                              | -                                                                       | 86’                                                                     |
| 6-9-2013                                                                | Berna                                                                   | Svizzera                                                                | 4 – 4                                                                   | Islanda                                                                 | Qual. Mondiali 2014                                                     | -                                                                       | 89’                                                                     |
| 10-9-2013                                                               | Oslo                                                                    | Norvegia                                                                | 0 – 2                                                                   | Svizzera                                                                | Qual. Mondiali 2014                                                     | -                                                                       | 90’                                                                     |
| 11-10-2013                                                              | Tirana                                                                  | Albania                                                                 | 1 – 2                                                                   | Svizzera                                                                | Qual. Mondiali 2014                                                     | 1                                                                       | 54’                                                                     |
| 5-3-2014                                                                | San Gallo                                                               | Svizzera                                                                | 2 – 2                                                                   | Croazia                                                                 | Amichevole                                                              | -                                                                       | 46’                                                                     |
| 30-5-2014                                                               | Lucerna                                                                 | Svizzera                                                                | 1 – 0                                                                   | Giamaica                                                                | Amichevole                                                              | -                                                                       | 72’                                                                     |
| 3-6-2014                                                                | Lucerna                                                                 | Svizzera                                                                | 2 – 0                                                                   | Perù                                                                    | Amichevole                                                              | 1                                                                       | 64’                                                                     |
| 15-6-2014                                                               | Brasilia                                                                | Svizzera                                                                | 2 – 1                                                                   | Ecuador                                                                 | Mondiali 2014 - 1º turno                                                | -                                                                       |                                                                         |
| 20-6-2014                                                               | Salvador                                                                | Svizzera                                                                | 2 – 5                                                                   | Francia                                                                 | Mondiali 2014 - 1º turno                                                | -                                                                       |                                                                         |
| 25-6-2014                                                               | Manaus                                                                  | Honduras                                                                | 0 – 3                                                                   | Svizzera                                                                | Mondiali 2014 - 1º turno                                                | 3                                                                       | 87’                                                                     |
| 1-7-2014                                                                | San Paolo                                                               | Argentina                                                               | 1 – 0 dts                                                               | Svizzera                                                                | Mondiali 2014 - Ottavi di finale                                        | -                                                                       |                                                                         |
| 8-9-2014                                                                | Basilea                                                                 | Svizzera                                                                | 0 – 2                                                                   | Inghilterra                                                             | Qual. Euro 2016                                                         | -                                                                       |                                                                         |
| 9-10-2014                                                               | Maribor                                                                 | Slovenia                                                                | 1 – 0                                                                   | Svizzera                                                                | Qual. Euro 2016                                                         | -                                                                       |                                                                         |
| 14-10-2014                                                              | Serravalle                                                              | San Marino                                                              | 0 – 4                                                                   | Svizzera                                                                | Qual. Euro 2016                                                         | 1                                                                       |                                                                         |
| 15-11-2014                                                              | San Gallo                                                               | Svizzera                                                                | 4 – 0                                                                   | Lituania                                                                | Qual. Euro 2016                                                         | 2                                                                       |                                                                         |
| 18-11-2014                                                              | Breslavia                                                               | Polonia                                                                 | 2 – 2                                                                   | Svizzera                                                                | Amichevole                                                              | -                                                                       |                                                                         |
| 27-3-2015                                                               | Lucerna                                                                 | Svizzera                                                                | 3 – 0                                                                   | Estonia                                                                 | Qual. Euro 2016                                                         | -                                                                       |                                                                         |
| 31-3-2015                                                               | Zurigo                                                                  | Svizzera                                                                | 1 – 1                                                                   | Stati Uniti                                                             | Amichevole                                                              | -                                                                       |                                                                         |
| 10-6-2015                                                               | Thun                                                                    | Svizzera                                                                | 3 – 0                                                                   | Liechtenstein                                                           | Amichevole                                                              | 1                                                                       | 63’                                                                     |
| 14-6-2015                                                               | Vilnius                                                                 | Lituania                                                                | 1 – 2                                                                   | Svizzera                                                                | Qual. Euro 2016                                                         | 1                                                                       |                                                                         |
| 5-9-2015                                                                | Basilea                                                                 | Svizzera                                                                | 3 – 2                                                                   | Slovenia                                                                | Qual. Euro 2016                                                         | -                                                                       |                                                                         |
| 8-9-2015                                                                | Londra                                                                  | Inghilterra                                                             | 2 – 0                                                                   | Svizzera                                                                | Qual. Euro 2016                                                         | -                                                                       |                                                                         |
| 12-10-2015                                                              | Tallinn                                                                 | Estonia                                                                 | 0 – 1                                                                   | Svizzera                                                                | Qual. Euro 2016                                                         | -                                                                       | 46’                                                                     |
| 13-11-2015                                                              | Trnava                                                                  | Slovacchia                                                              | 3 – 2                                                                   | Svizzera                                                                | Amichevole                                                              | -                                                                       |                                                                         |
| 17-11-2015                                                              | Vienna                                                                  | Austria                                                                 | 1 – 2                                                                   | Svizzera                                                                | Amichevole                                                              | -                                                                       | 82’                                                                     |
| 28-5-2016                                                               | Ginevra                                                                 | Svizzera                                                                | 1 – 2                                                                   | Belgio                                                                  | Amichevole                                                              | -                                                                       |                                                                         |
| 3-6-2016                                                                | Lugano                                                                  | Svizzera                                                                | 2 – 1                                                                   | Moldavia                                                                | Amichevole                                                              | -                                                                       |                                                                         |
| 11-6-2016                                                               | Lens                                                                    | Albania                                                                 | 0 – 1                                                                   | Svizzera                                                                | Euro 2016 - 1º turno                                                    | -                                                                       | 88’                                                                     |
| 15-6-2016                                                               | Parigi                                                                  | Romania                                                                 | 1 – 1                                                                   | Svizzera                                                                | Euro 2016 - 1º turno                                                    | -                                                                       | 90’                                                                     |
| 19-6-2016                                                               | Lilla                                                                   | Svizzera                                                                | 0 – 0                                                                   | Francia                                                                 | Euro 2016 - 1º turno                                                    | -                                                                       | 79’                                                                     |
| 25-6-2016                                                               | Saint-Étienne                                                           | Svizzera                                                                | 1 – 1 dts (4 – 5 dtr)                                                   | Polonia                                                                 | Euro 2016 - Ottavi di finale                                            | 1                                                                       |                                                                         |
| 7-10-2016                                                               | Budapest                                                                | Ungheria                                                                | 2 – 3                                                                   | Svizzera                                                                | Qual. Mondiali 2018                                                     | -                                                                       | 81’                                                                     |
| 10-10-2016                                                              | Andorra la Vella                                                        | Andorra                                                                 | 1 – 2                                                                   | Svizzera                                                                | Qual. Mondiali 2018                                                     | -                                                                       | 78’                                                                     |
| 25-3-2017                                                               | Ginevra                                                                 | Svizzera                                                                | 1 – 0                                                                   | Lettonia                                                                | Qual. Mondiali 2018                                                     | -                                                                       | 78’                                                                     |
| 1-6-2017                                                                | Neuchâtel                                                               | Svizzera                                                                | 1 – 0                                                                   | Bielorussia                                                             | Amichevole                                                              | 1                                                                       |                                                                         |
| 9-6-2017                                                                | Tórshavn                                                                | Fær Øer                                                                 | 0 – 2                                                                   | Svizzera                                                                | Qual. Mondiali 2018                                                     | 1                                                                       |                                                                         |
| 31-8-2017                                                               | San Gallo                                                               | Svizzera                                                                | 3 – 0                                                                   | Andorra                                                                 | Qual. Mondiali 2018                                                     | -                                                                       |                                                                         |
| 3-9-2017                                                                | Riga                                                                    | Lettonia                                                                | 0 – 3                                                                   | Svizzera                                                                | Qual. Mondiali 2018                                                     | -                                                                       |                                                                         |
| 7-10-2017                                                               | Basilea                                                                 | Svizzera                                                                | 5 – 2                                                                   | Ungheria                                                                | Qual. Mondiali 2018                                                     | -                                                                       |                                                                         |
| 10-10-2017                                                              | Lisbona                                                                 | Portogallo                                                              | 2 – 0                                                                   | Svizzera                                                                | Qual. Mondiali 2018                                                     | -                                                                       |                                                                         |
| 9-11-2017                                                               | Belfast                                                                 | Irlanda del Nord                                                        | 0 – 1                                                                   | Svizzera                                                                | Qual. Mondiali 2018                                                     | -                                                                       |                                                                         |
| 12-11-2017                                                              | Lisbona                                                                 | Svizzera                                                                | 0 – 0                                                                   | Irlanda del Nord                                                        | Qual. Mondiali 2018                                                     | -                                                                       | 80’                                                                     |
| 3-6-2018                                                                | Vila-real                                                               | Spagna                                                                  | 1 – 1                                                                   | Svizzera                                                                | Amichevole                                                              | -                                                                       |                                                                         |
| 8-6-2018                                                                | Lugano                                                                  | Svizzera                                                                | 2 – 0                                                                   | Giappone                                                                | Amichevole                                                              | -                                                                       | 83’                                                                     |
| 17-6-2018                                                               | Rostov sul Don                                                          | Brasile                                                                 | 1 – 1                                                                   | Svizzera                                                                | Mondiali 2018 - 1º turno                                                | -                                                                       |                                                                         |
| 22-6-2018                                                               | Kaliningrad                                                             | Serbia                                                                  | 1 – 2                                                                   | Svizzera                                                                | Mondiali 2018 - 1º turno                                                | 1                                                                       | 90+3’                                                                   |
| 27-6-2018                                                               | Nižnij Novgorod                                                         | Svizzera                                                                | 2 – 2                                                                   | Costa Rica                                                              | Mondiali 2018 - 1º turno                                                | -                                                                       | 81’                                                                     |
| 3-7-2018                                                                | San Pietroburgo                                                         | Svezia                                                                  | 1 – 0                                                                   | Svizzera                                                                | Mondiali 2018 - Ottavi di finale                                        | -                                                                       |                                                                         |
| 8-9-2018                                                                | San Gallo                                                               | Svizzera                                                                | 6 – 0                                                                   | Islanda                                                                 | UEFA Nations League 2018-2019 - 1º turno                                | 1                                                                       |                                                                         |
| 11-9-2018                                                               | Leicester                                                               | Inghilterra                                                             | 1 – 0                                                                   | Svizzera                                                                | Amichevole                                                              | -                                                                       | 80’                                                                     |
| 12-10-2018                                                              | Bruxelles                                                               | Belgio                                                                  | 2 – 1                                                                   | Svizzera                                                                | UEFA Nations League 2018-2019 - 1º turno                                | -                                                                       |                                                                         |
| 15-10-2018                                                              | Reykjavík                                                               | Islanda                                                                 | 1 – 2                                                                   | Svizzera                                                                | UEFA Nations League 2018-2019 - 1º turno                                | -                                                                       |                                                                         |
| 14-11-2018                                                              | Lugano                                                                  | Svizzera                                                                | 0 – 1                                                                   | Qatar                                                                   | Amichevole                                                              | -                                                                       | 46’                                                                     |
| 18-11-2018                                                              | Lucerna                                                                 | Svizzera                                                                | 5 – 2                                                                   | Belgio                                                                  | UEFA Nations League 2018-2019 - 1º turno                                | -                                                                       |                                                                         |
| 5-6-2019                                                                | Porto                                                                   | Portogallo                                                              | 3 – 1                                                                   | Svizzera                                                                | UEFA Nations League 2018-2019 - Semifinale                              | -                                                                       | 85’                                                                     |
| 9-6-2019                                                                | Guimarães                                                               | Svizzera                                                                | 0 – 0 dts (5 – 6 dtr)                                                   | Inghilterra                                                             | UEFA Nations League 2018-2019 - Finale 3º posto                         | -                                                                       | 65’                                                                     |
| 10-10-2020                                                              | Madrid                                                                  | Spagna                                                                  | 1 – 0                                                                   | Svizzera                                                                | UEFA Nations League 2020-2021 - 1º turno                                | -                                                                       | 60’                                                                     |
| 13-10-2020                                                              | Colonia                                                                 | Germania                                                                | 3 – 3                                                                   | Svizzera                                                                | UEFA Nations League 2020-2021 - 1º turno                                | -                                                                       | 66’                                                                     |
| 11-11-2020                                                              | Lovanio                                                                 | Belgio                                                                  | 2 – 1                                                                   | Svizzera                                                                | Amichevole                                                              | -                                                                       | 46’                                                                     |
| 14-11-2020                                                              | Basilea                                                                 | Svizzera                                                                | 1 – 1                                                                   | Spagna                                                                  | UEFA Nations League 2020-2021 - 1º turno                                | -                                                                       | 73’                                                                     |
| 25-3-2021                                                               | Sofia                                                                   | Bulgaria                                                                | 1 – 3                                                                   | Svizzera                                                                | Qual. Mondiali 2022                                                     | -                                                                       | 75’                                                                     |
| 28-3-2021                                                               | San Gallo                                                               | Svizzera                                                                | 1 – 0                                                                   | Lituania                                                                | Qual. Mondiali 2022                                                     | 1                                                                       | 80’                                                                     |
| 31-3-2021                                                               | San Gallo                                                               | Svizzera                                                                | 3 – 2                                                                   | Finlandia                                                               | Amichevole                                                              | -                                                                       | cap. 46’                                                                |
| 30-5-2021                                                               | San Gallo                                                               | Svizzera                                                                | 2 – 1                                                                   | Stati Uniti                                                             | Amichevole                                                              | -                                                                       | 46’                                                                     |
| 3-6-2021                                                                | San Gallo                                                               | Svizzera                                                                | 7 – 0                                                                   | Liechtenstein                                                           | Amichevole                                                              | -                                                                       | cap. 46’                                                                |
| 12-6-2021                                                               | Baku                                                                    | Galles                                                                  | 1 – 1                                                                   | Svizzera                                                                | Euro 2020 - 1º turno                                                    | -                                                                       | 66’                                                                     |
| 16-6-2021                                                               | Roma                                                                    | Italia                                                                  | 3 – 0                                                                   | Svizzera                                                                | Euro 2020 - 1º turno                                                    | -                                                                       | 76’                                                                     |
| 20-6-2021                                                               | Baku                                                                    | Svizzera                                                                | 3 – 1                                                                   | Turchia                                                                 | Euro 2020 - 1º turno                                                    | 2                                                                       | 76’                                                                     |
| 28-6-2021                                                               | Bucarest                                                                | Francia                                                                 | 3 – 3 dts (4 – 5 dtr)                                                   | Svizzera                                                                | Euro 2020 - Ottavi di finale                                            | -                                                                       | 73’                                                                     |
| 2-7-2021                                                                | San Pietroburgo                                                         | Svizzera                                                                | 1 – 1 dts (1 – 3 dtr)                                                   | Spagna                                                                  | Euro 2020 - Quarti di finale                                            | 1                                                                       | cap. 81’                                                                |
| 9-10-2021                                                               | Lancy                                                                   | Svizzera                                                                | 2 – 0                                                                   | Irlanda del Nord                                                        | Qual. Mondiali 2022                                                     | -                                                                       | cap. 90+2’                                                              |
| 12-10-2021                                                              | Vilnius                                                                 | Lituania                                                                | 0 – 4                                                                   | Svizzera                                                                | Qual. Mondiali 2022                                                     | -                                                                       | cap. 76’                                                                |
| 12-11-2021                                                              | Roma                                                                    | Italia                                                                  | 1 – 1                                                                   | Svizzera                                                                | Qual. Mondiali 2022                                                     | -                                                                       | cap. 79’                                                                |
| 15-11-2021                                                              | Lucerna                                                                 | Svizzera                                                                | 4 – 0                                                                   | Bulgaria                                                                | Qual. Mondiali 2022                                                     | -                                                                       | cap. 90+7’                                                              |
| 26-3-2022                                                               | Londra                                                                  | Inghilterra                                                             | 2 – 1                                                                   | Svizzera                                                                | Amichevole                                                              | -                                                                       | 80’                                                                     |
| 29-3-2022                                                               | Zurigo                                                                  | Svizzera                                                                | 1 – 1                                                                   | Kosovo                                                                  | Amichevole                                                              | -                                                                       | 75’                                                                     |
| 2-6-2022                                                                | Praga                                                                   | Rep. Ceca                                                               | 2 – 1                                                                   | Svizzera                                                                | UEFA Nations League 2022-2023 - 1º turno                                | -                                                                       | 68’                                                                     |
| 5-6-2022                                                                | Lisbona                                                                 | Portogallo                                                              | 4 – 0                                                                   | Svizzera                                                                | UEFA Nations League 2022-2023 - 1º turno                                | -                                                                       | 70’                                                                     |
| 9-6-2022                                                                | Lancy                                                                   | Svizzera                                                                | 0 – 1                                                                   | Spagna                                                                  | UEFA Nations League 2022-2023 - 1º turno                                | -                                                                       | 80’                                                                     |
| 12-6-2022                                                               | Lancy                                                                   | Svizzera                                                                | 1 – 0                                                                   | Portogallo                                                              | UEFA Nations League 2022-2023 - 1º turno                                | -                                                                       | 21’                                                                     |
| 24-9-2022                                                               | Saragozza                                                               | Spagna                                                                  | 1 – 2                                                                   | Svizzera                                                                | UEFA Nations League 2022-2023 - 1º turno                                | -                                                                       | 68’                                                                     |
| 27-9-2022                                                               | San Gallo                                                               | Svizzera                                                                | 2 – 1                                                                   | Rep. Ceca                                                               | UEFA Nations League 2022-2023 - 1º turno                                | -                                                                       | 65’                                                                     |
| 17-11-2022                                                              | Abu Dhabi                                                               | Ghana                                                                   | 2 – 0                                                                   | Svizzera                                                                | Amichevole                                                              | -                                                                       |                                                                         |
| 24-11-2022                                                              | Al Wakrah                                                               | Svizzera                                                                | 1 – 0                                                                   | Camerun                                                                 | Mondiali 2022 - 1º turno                                                | -                                                                       | 71’                                                                     |
| 2-12-2022                                                               | Doha                                                                    | Serbia                                                                  | 2 – 3                                                                   | Svizzera                                                                | Mondiali 2022 - 1º turno                                                | 1                                                                       | 69’                                                                     |
| 6-12-2022                                                               | Lusail                                                                  | Portogallo                                                              | 6 – 1                                                                   | Svizzera                                                                | Mondiali 2022 - Ottavi di finale                                        | -                                                                       |                                                                         |
| 16-6-2023                                                               | Andorra la Vella                                                        | Andorra                                                                 | 1 – 2                                                                   | Svizzera                                                                | Qual. Euro 2024                                                         | -                                                                       | 61’                                                                     |
| 19-6-2023                                                               | Lucerna                                                                 | Svizzera                                                                | 2 – 2                                                                   | Romania                                                                 | Qual. Euro 2024                                                         | -                                                                       | 90+1’                                                                   |
| 9-9-2023                                                                | Pristina                                                                | Kosovo                                                                  | 2 – 2                                                                   | Svizzera                                                                | Qual. Euro 2024                                                         | -                                                                       | 84’                                                                     |
| 12-9-2023                                                               | Sion                                                                    | Svizzera                                                                | 3 – 0                                                                   | Andorra                                                                 | Qual. Euro 2024                                                         | 1                                                                       | 90+3’                                                                   |
| 15-10-2023                                                              | San Gallo                                                               | Svizzera                                                                | 3 – 3                                                                   | Bielorussia                                                             | Qual. Euro 2024                                                         | 1                                                                       |                                                                         |
| 18-11-2023                                                              | Basilea                                                                 | Svizzera                                                                | 1 – 1                                                                   | Kosovo                                                                  | Qual. Euro 2024                                                         | -                                                                       | 84’                                                                     |
| 21-11-2023                                                              | Bucarest                                                                | Romania                                                                 | 1 – 0                                                                   | Svizzera                                                                | Qual. Euro 2024                                                         | -                                                                       | 62’                                                                     |
| 23-3-2024                                                               | Copenaghen                                                              | Danimarca                                                               | 0 – 0                                                                   | Svizzera                                                                | Amichevole                                                              | -                                                                       | 76’                                                                     |
| 26-3-2024                                                               | Dublino                                                                 | Irlanda                                                                 | 0 – 1                                                                   | Svizzera                                                                | Amichevole                                                              | 1                                                                       | 76’                                                                     |
| 4-6-2024                                                                | Lucerna                                                                 | Svizzera                                                                | 4 – 0                                                                   | Estonia                                                                 | Amichevole                                                              | 1                                                                       |                                                                         |
| 8-6-2024                                                                | San Gallo                                                               | Svizzera                                                                | 1 – 1                                                                   | Austria                                                                 | Amichevole                                                              | -                                                                       | 67’                                                                     |
| 19-6-2024                                                               | Colonia                                                                 | Scozia                                                                  | 1 – 1                                                                   | Svizzera                                                                | Euro 2024 - 1º turno                                                    | 1                                                                       | 60’                                                                     |
| 6-7-2024                                                                | Düsseldorf                                                              | Inghilterra                                                             | 1 – 1 dts (5 - 3 dtr)                                                   | Svizzera                                                                | Euro 2024 - Quarti di finale                                            | -                                                                       | 109’                                                                    |
| Totale                                                                  |                                                                         | Presenze (3º posto)                                                     | 125                                                                     |                                                                         | Reti (4º posto)                                                         | 32                                                                      |                                                                         |

## Palmarès

### Club

#### Competizioni nazionali
- Campionato svizzero: 4

Basilea: 2009-2010, 2010-2011, 2011-2012, 2024-2025
- Coppa Svizzera: 3

Basilea: 2009-2010, 2011-2012, 2024-2025
- Campionato tedesco: 2

Bayern Monaco: 2012-2013, 2013-2014
- Coppa di Germania: 2

Bayern Monaco: 2012-2013, 2013-2014
- Supercoppa di Germania: 1

Bayern Monaco: 2012
- Campionato inglese: 1

Liverpool: 2019-2020

#### Competizioni internazionali
- UEFA Champions League: 2

Bayern Monaco: 2012-2013
Liverpool: 2018-2019
- Supercoppa UEFA: 2

Bayern Monaco: 2013
Liverpool: 2019
- Coppa del mondo per club: 2

Bayern Monaco: 2013
Liverpool: 2019

### Individuale
- Inserito nella selezione UEFA dell'Europeo Under-21: 1

Danimarca 2011
- Capocannoniere della Super League: 1

2024-2025 (18 gol)